# Jakobsweg Main-Taubertal
Der Jakobsweg Main-Taubertal (auch als Jakobsweg Odenwald-Main-Taubertal bezeichnet) ist ein rund 183 Kilometer langer, überwiegend im Main-Tauber-Kreis in Baden-Württemberg und teilweise in den Landkreisen Miltenberg (Start) und Ansbach (Ziel) in Bayern verlaufender Ast des deutschen Jakobswegswegenetzes.

## Beschreibung

### Entstehungsgeschichte

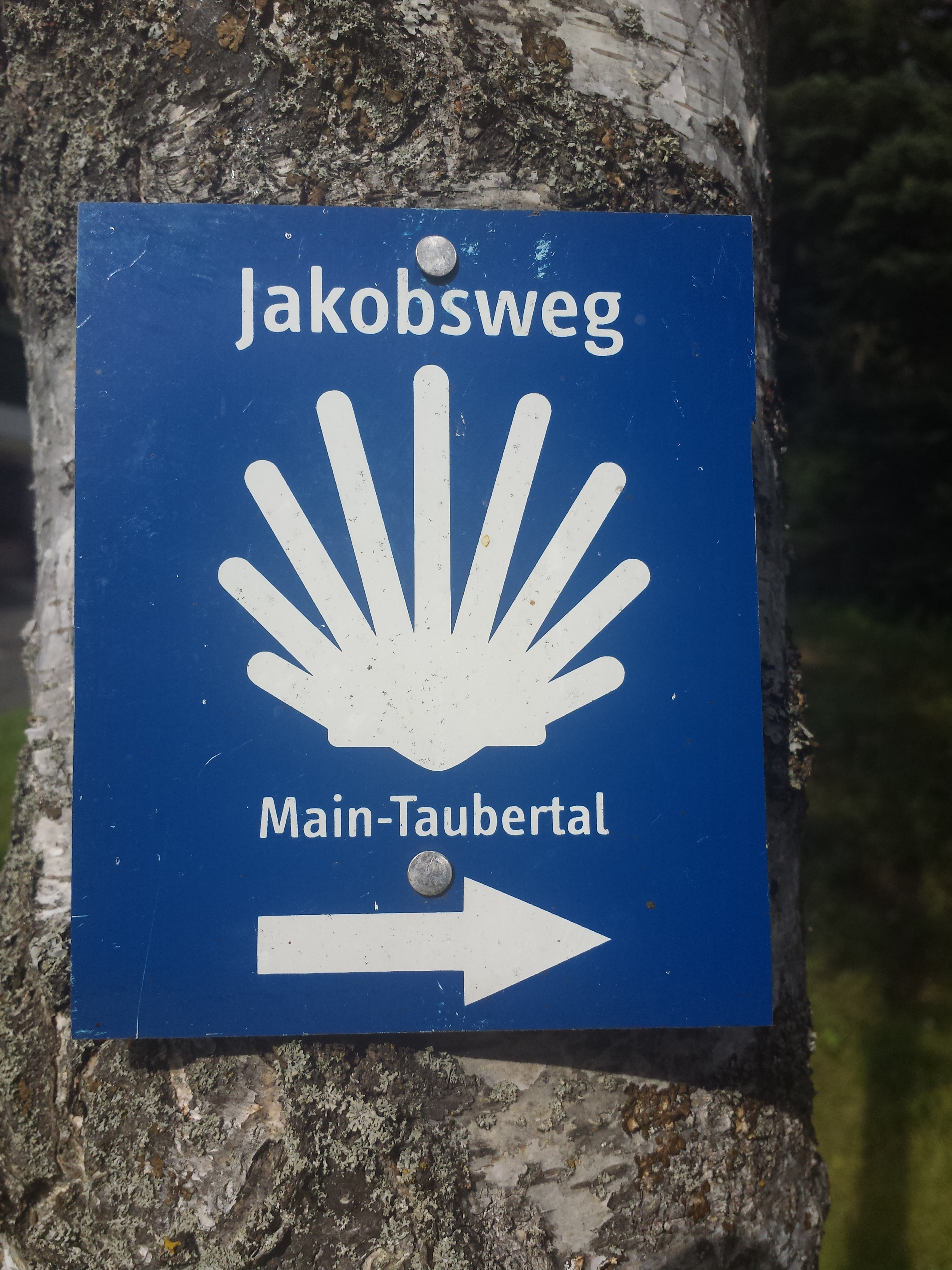
Hinweisschild des Jakobswegs Main-Taubertal in Tauberbischofsheim

In Deutschland begann die Ausweisung von Jakobswegen erst 1992, als unter Federführung des evangelischen Pfarrers Paul Geißendörfer zusammen mit sechs Jakobusgemeinden ein Pilgerweg von Rothenburg ob der Tauber nach Nürnberg realisiert und bis 1995 in Zusammenarbeit mit dem Fränkischen Albverein und dem Oberpfälzer Waldverein zum Fränkischen Jakobsweg ausgebaut wurde. Dem Pilgertrend entlang des Jakobsweges folgend bildete sich in den folgenden Jahren in Deutschland ein Wegenetz von so genannten „Zubringern“. Der Jakobsweg Main-Taubertal stellt eines dieser Verbindungsstücke dar.
Der Tourismusverband des Main-Tauber-Kreises entwickelte im Jahr 2009 den Jakobsweg Main-Taubertal von Miltenberg über Wertheim durch das Taubertal und dessen Seitentäler bis nach Rothenburg ob der Tauber. Die ausgewiesenen Strecken orientieren sich dabei an alten, traditionellen Pilgerstraßen, welche Kunstwerke des Heiligen Jakobus aufweisen. Ziel aller Jakobswege entlang des Wegenetzes ist das angebliche Grab des Apostels Jakobus in Santiago de Compostela in Galicien (Spanien).

### Streckenverlauf
Der rund 183 km lange Jakobsweg Main-Taubertal ist in die folgenden neun Etappen gegliedert, die zwischen 16 und 28 Kilometern lang sind:

#### Etappe 1: Miltenberg – Boxtal

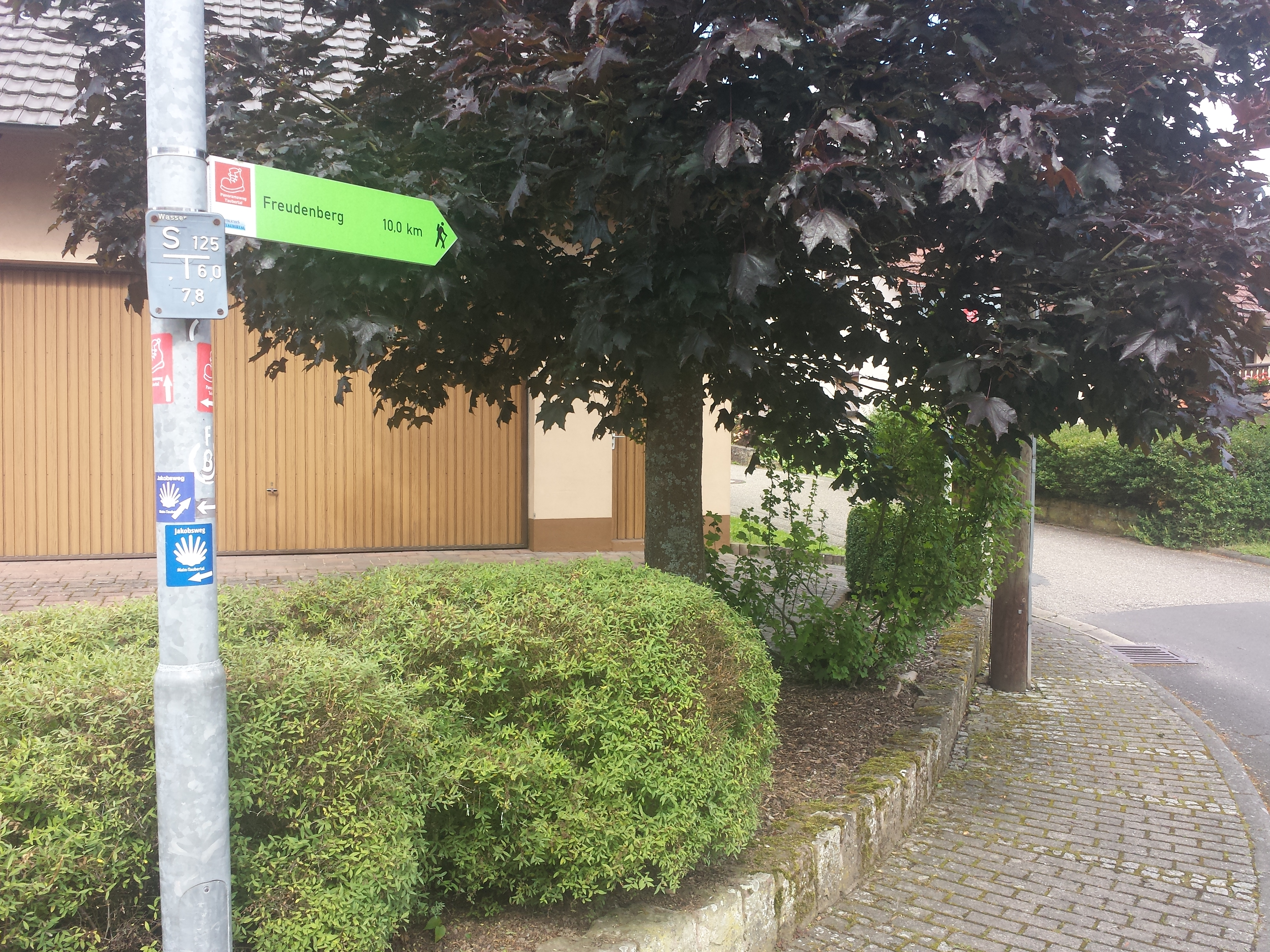
Der Jakobsweg Main-Taubertal an einer Kreuzung in Boxtal

Die erste Etappe beginnt an der Mainbrücke in Miltenberg.
Auf die Spuren der Jakobspilger deutet die Jakobuskirche in Miltenberg hin. Der Weg führt zunächst am Weinort Bürgstadt vorbei. Danach steigt der Streckenverlauf bis Freudenberg, bevor der Weg ins Wildbachtal nach Boxtal führt.
Die Streckenlänge beträgt rund 17 km. Eine Stempelstelle befindet sich in Freudenberg-Boxtal im Gasthaus „Zur Rose“ (Kirchstraße 15).
Die folgenden Orientierungspunkte und Sehenswürdigkeiten befinden sich auf der ersten Etappe:
| Bild | Kirche u. a.  | Ort         | Beschreibung                                                                  |
| ---- | ------------- | ----------- | ----------------------------------------------------------------------------- |
|      | Jakobuskirche | Miltenberg  | Blick über den Main auf Miltenberg mit Burg und Stadtpfarrkirche St. Jakobus. |
|      | Mildenburg    | Miltenberg  | Blick auf die Mildenburg.                                                     |
|      | Freudenburg   | Freudenberg | Blick auf die Freudenburg über Freudenberg am Main.                           |

#### Etappe 2: Boxtal – Wertheim

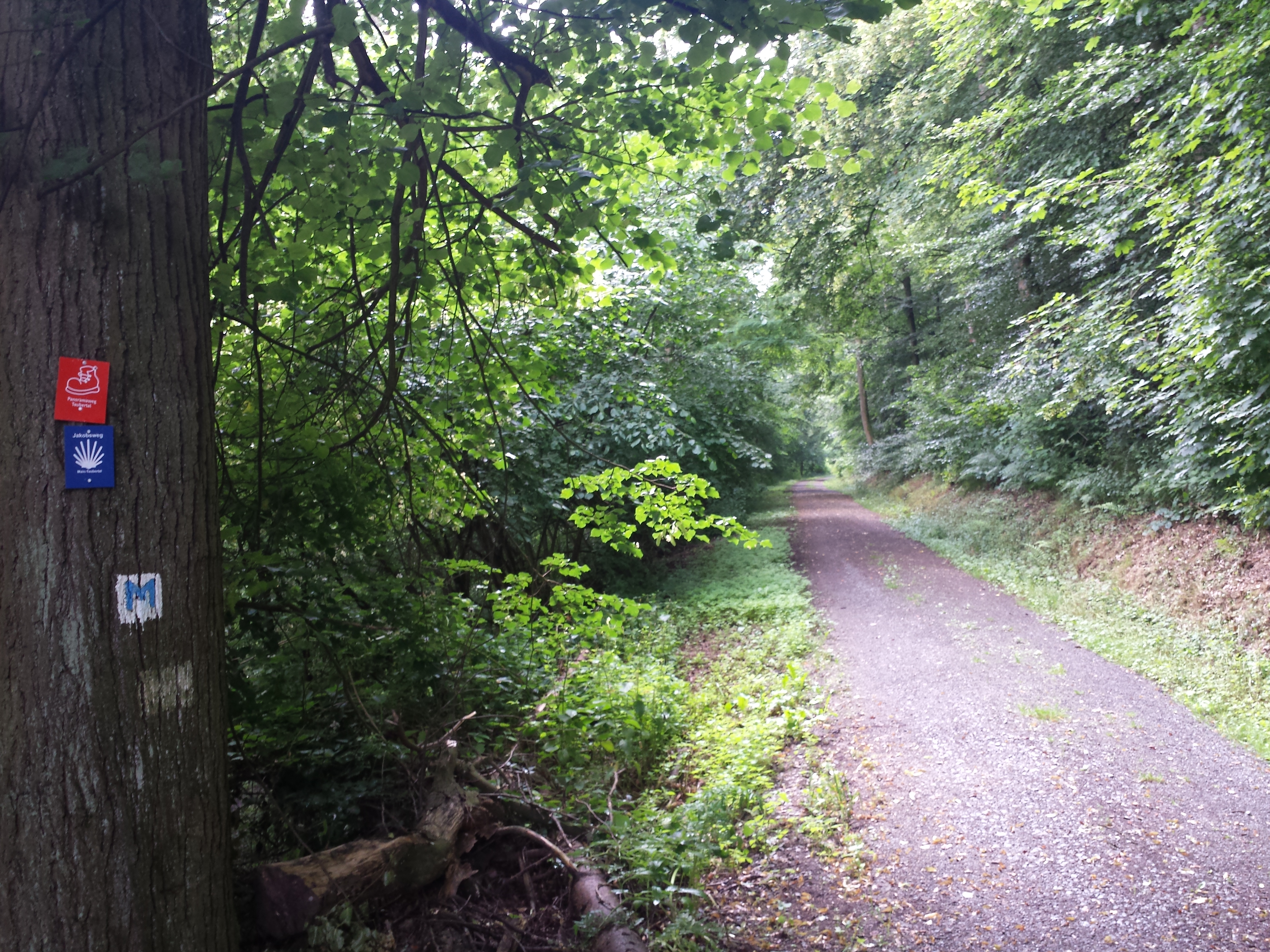
Der Jakobsweg Main-Taubertal zwischen Bestenheid und Wertheim

Die zweite Etappe beginnt in Boxtal mit einem steilen Anstieg und führt dann in den Schenkenwald mit Ausblick auf die Ruine Henneburg in Stadtprozelten und den Spessart. Wenn der Weg auf Wertheim zuführt bietet er eine weitläufige Sicht auf Kreuzwertheim und das Schloss der Fürsten zu Löwenstein-Wertheim-Freudenberg. Auf die Spuren der Jakobspilger deutet in diesem Streckenabschnitt ein Jakobsbild in der Wertheimer Stiftskirche hin.
Die Streckenlänge beträgt rund 16 km. Stempelstellen befinden sich in Wertheim in der Tourist-Info (Gerbergasse 16) und in der Gaststätte „Goldener Adler“ (Mühlenstraße 8).
Die folgenden Orientierungspunkte und Sehenswürdigkeiten befinden sich auf der zweiten Etappe:
| Bild | Kirche u. a.               | Ort      | Beschreibung                                                                                        |
| ---- | -------------------------- | -------- | --------------------------------------------------------------------------------------------------- |
|      | Burg Wertheim              | Wertheim | Blick auf die Höhenburg Wertheim zwischen den beiden Tälern von Main und Tauber oberhalb der Stadt. |
|      | Grafschaftsmuseum Wertheim | Wertheim | Historische Museum für Stadt und Grafschaft Wertheim.                                               |
|      | Glasmuseum Wertheim        | Wertheim | Umfassende Dokumentation des Werkstoffes Glas von der Antike bis zur Gegenwart.                     |

#### Etappe 3: Wertheim – Gamburg
Die dritte Etappe beginnt in Wertheim und führt nach einem kurzen Anstieg zum Haidhof mit Ausblick auf den Main bis Urphar. Danach fällt die Strecke ab bis Bronnbach und führt mit einem weiteren kurzen Anstieg oberhalb der Tauber bis Gamburg. Auf die Spuren der Jakobspilger deuten die Jakobskirche in Urphar sowie eine Jakobusdarstellung auf einer Ablassurkunde im Kloster Bronnbach hin.
Die Streckenlänge beträgt rund 18 km. Eine Stempelstelle befindet sich in Wertheim-Bronnbach im Kloster Bronnbach.
Die folgenden Orientierungspunkte und Sehenswürdigkeiten befinden sich auf der dritten Etappe:
| Bild | Kirche u. a.      | Ort       | Beschreibung                                                                                         |
| ---- | ----------------- | --------- | --- |
|      | Jakobskirche      | Urphar    | Die Jakobskirche in Urphar ist eine mittelalterliche Wehrkirche mit Fresken des Meisters von Urphar. |
|      | Kloster Bronnbach | Bronnbach | Im Jahre 1151 gegründete ehemalige Zisterzienser-Abtei im unteren Taubertal.                         |
|      | Burg Gamburg      | Gamburg   | Die Burg Gamburg liegt direkt über Gamburg auf einem Bergsporn oberhalb der Tauber.                  |

#### Etappe 4: Gamburg – Tauberbischofsheim

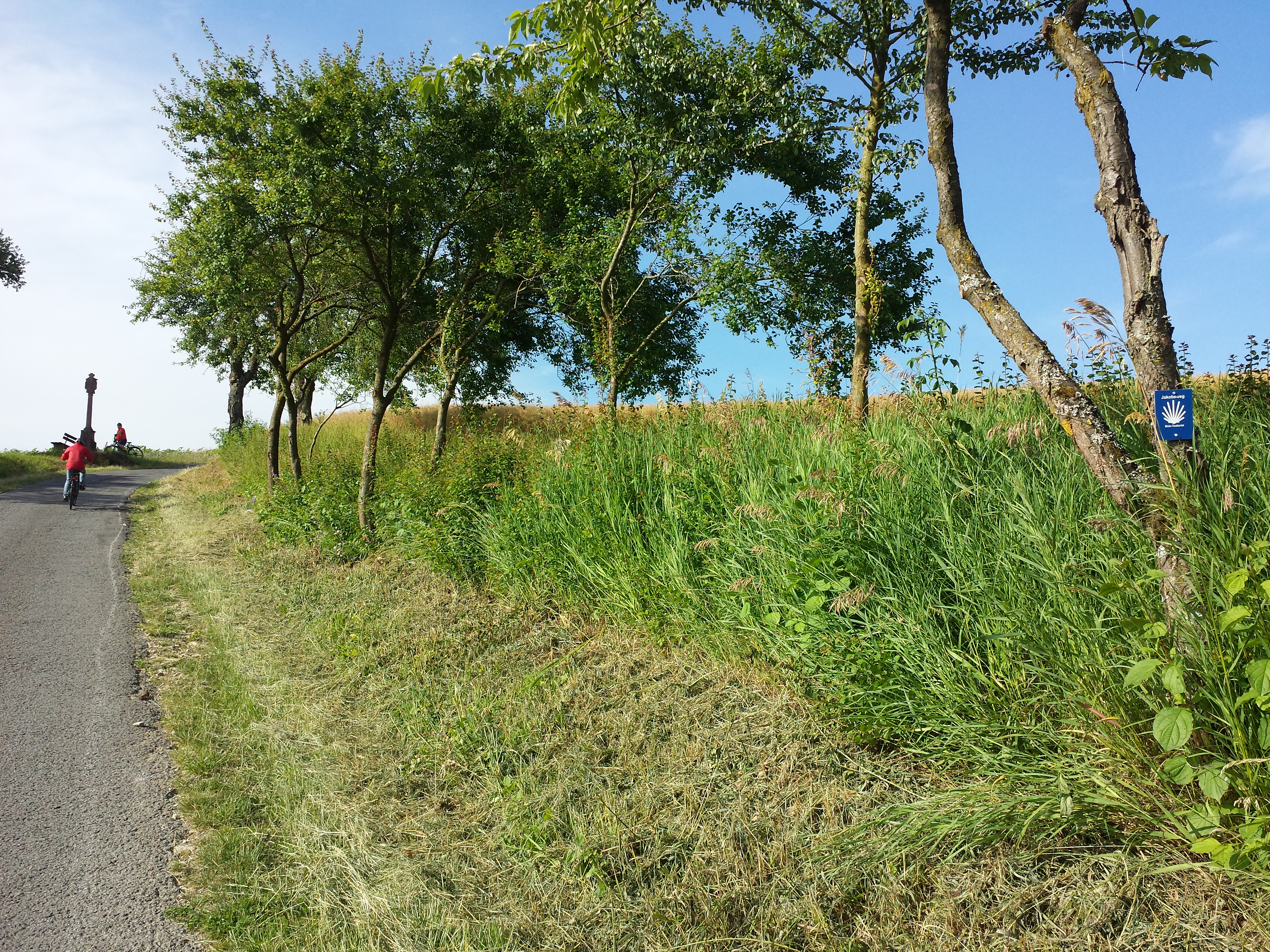
Jakobsweg Main-Taubertal zwischen Dienstadt und Königheim

Die vierte Etappe führt zunächst von Gamburg vorbei an der Burg Gamburg bis nach Niklashausen. Von dort geht der Weg über Böttigheim und Werbach, bevor er bei Hochhausen und Impfingen zurück ins Taubertal führt. Beim Naturschutzgebiet Leintal führt die Etappe weiter durch den Tannenwald nach Dienstadt und von dort über Königheim ins Brehmbachtal. Abschließend geht der Weg hinab nach Tauberbischofsheim. Spuren der Jakobspilger finden sich in diesem Streckenabschnitt an den folgenden Orten: Ein Bildstock in Hochhausen, ein Jakobusbrunnen in Impfingen, die Jakobuskirche und ein Jakobusbrunnen in Dienstadt, in der Martinskirche in Königheim sowie in der Martinskirche in Tauberbischofsheim.
Entlang dieses Streckenabschnitts finden folgende Veranstaltungen zu Ehren des heiligen Jakobus statt:
- Impfingen: Jakobusfest (immer Ende Juli) mit Patrozinium und Jakobusprozession.
- Dienstadt: Patrozinium (immer am letzten Juli-Wochenende) mit Messfeier vor dem Jakobusbrunnen.

Die Streckenlänge beträgt rund 25 km. Eine Stempelstelle befindet sich in Tauberbischofsheim im Hotel St. Michael (Stammbergweg 1).
Die folgenden Orientierungspunkte und Sehenswürdigkeiten befinden sich auf der vierten Etappe:
| Bild | Kirche u. a.                                | Ort                | Beschreibung |
| ---- | ------------------------------------------- | ------------------ | --- |
|      | Jakobsbrunnen                               | Impfingen          | Auf dem „Plan“, der alten Ortsmitte, im regionalen Dialekt auch „Ploo“ genannt, befindet sich der Jakobusbrunnen, der jährlich an Ostern verziert wird.                                                   |
|      | Jakobuskirche                               | Dienstadt          | Die Grundmauern des Chores der Dienstädter Jakobuskirche stammen aus dem 14. Jahrhundert, das Kirchenschiff wurde 1783 gebaut.                                                                            |
|      | Jakobsbrunnen                               | Dienstadt          | Ein Jakobusbrunnen steht im Ort bei der Jakobuskirche. |
|      | Kurmainzisches Schloss                      | Tauberbischofsheim | Blick auf das Kurmainzische Schloss in Tauberbischofsheim mit Türmersturm und Tauberfränkischem Landschaftsmuseum. In der Nähe auch der Hungerturm mit Überresten der mittelalterlichen Stadtbefestigung. |
|      | Marktplatz mit Rathaus                      | Tauberbischofsheim | Das Tauberbischofsheimer Rathaus von 1865 mit Glockenspiel. Es ist eines der wenigen in Süddeutschland, das in neugotischem Stil errichtet wurde.                                                         |
|      | Bundesstützpunkt Fechten Tauberbischofsheim | Tauberbischofsheim | Bundesstützpunkt beim Fecht-Club Tauberbischofsheim. |

#### Etappe 5: Tauberbischofsheim – Lauda

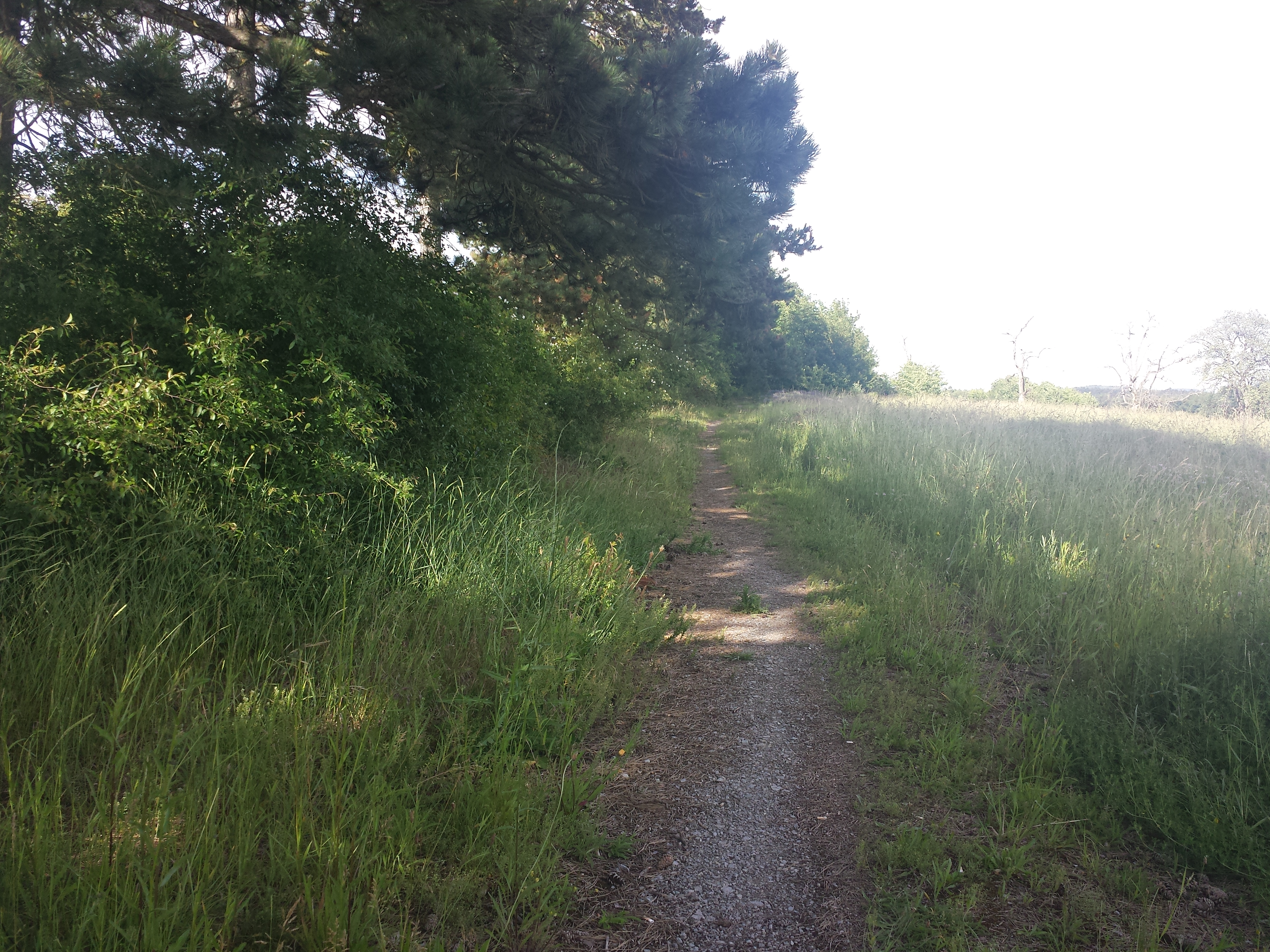
Jakobsweg Main-Taubertal im Bereich des Naturschutzgebietes Brachenleite bei Tauberbischofsheim.

Die fünfte Etappe steigt ab Tauberbischofsheim zunächst an, vorbei an der Laurentiuskapelle und der ehemaligen Kurmainz-Kaserne am Laurentiusberg, bis ins Naturschutzgebiet Brachenleite bei Tauberbischofsheim. Anschließend führt der Weg nach Grünsfeldhausen und durch das Grünbachtal über Grünsfeld und Gerlachsheim bis nach Lauda. Auf die Spuren der Jakobspilger deutet in diesem Streckenabschnitt die Stadtpfarrkirche St. Jakobus in Lauda hin.
Die Streckenlänge beträgt rund 17 km. Stempelstellen befinden sich in Lauda im katholischen Pfarramt St. Jakobus (Kugelgraben 19) und in Königshofen im Gästehaus „Roswitha Boger“ (Amalienstraße 7).
Die folgenden Orientierungspunkte und Sehenswürdigkeiten befinden sich auf der fünften Etappe:
| Bild | Kirche u. a.                    | Ort             | Beschreibung |
| ---- | ------------------------------- | --------------- | --- |
|      | Achatiuskapelle                 | Grünsfeldhausen | Blick auf die Achatiuskapelle, eine Doppel-Oktogon-Kapelle, die im 12. Jh. von Kreuzrittern erbaut wurde.       |
|      | Kloster Gerlachsheim            | Gerlachsheim    | Blick auf das ehemalige Prämonstratenserkloster Gerlachsheim mit der barocken Heilig-Kreuz-Kirche Gerlachsheim. |
|      | Jakobuskirche mit Jakobusstatue | Lauda           | Stadtpfarrkirche St. Jakobus in Lauda mit einer Statue des St. Jakobus der Ältere.                              |

#### Etappe 6: Lauda – Markelsheim

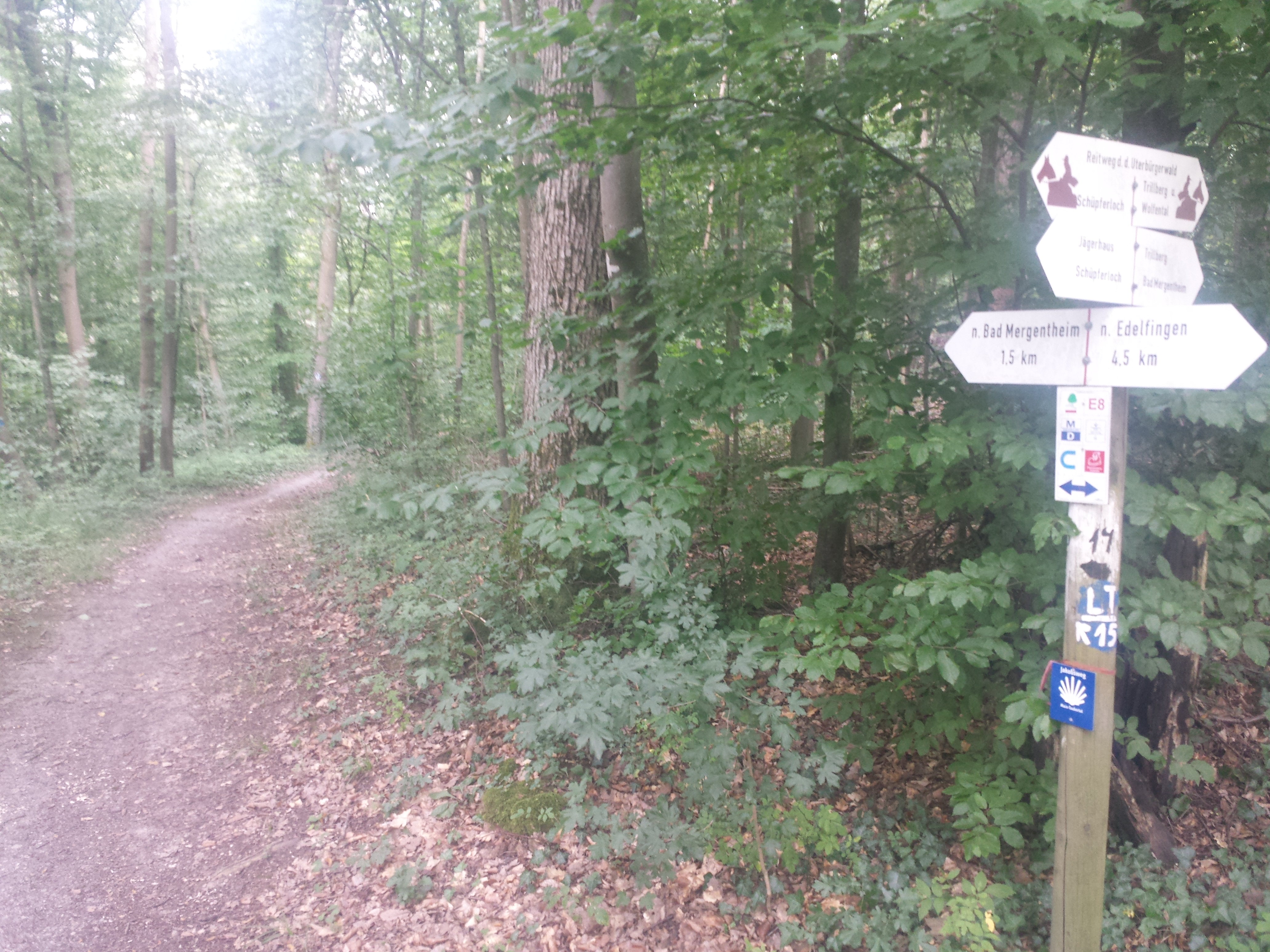
Eine Wegkreuzung des Jakobsweges Main-Taubertal bei Bad Mergentheim.

Die sechste Etappe führt zunächst von Lauda über Beckstein, Königshofen und Sachsenflur bis in die Kurstadt Bad Mergentheim. Von dort führt die längste Einzeletappe noch bis zum Weinort Markelsheim. Spuren der Jakobspilger finden sich auf diesem Streckenabschnitt in Bad Mergentheim in der Marienkirche sowie im Münster St. Johannes.
Die Streckenlänge beträgt rund 28 km. Eine Stempelstelle befindet sich in Bad Mergentheim im Kurhaus König (Erlenbachweg 21).
Die folgenden Orientierungspunkte und Sehenswürdigkeiten befinden sich auf der sechsten Etappe:
| Bild | Kirche u. a.                     | Ort             | Beschreibung                                                                                                  |
| ---- | -------------------------------- | --------------- | --- |
|      | Münster St. Johannes             | Bad Mergentheim | Der Marktplatz mit Zwillingshäusern und im Hintergrund der Turm des Münsters St. Johannes in Bad Mergentheim. |
|      | Deutschordensschloss Mergentheim | Bad Mergentheim | Blick auf das Deutschordensschloss (12. Jh.) mit Museum und Schlosspark in Bad Mergentheim.                   |
|      | Burg Neuhaus                     | Igersheim       | Blick auf die Burgruine Neuhaus in Igersheim.                                                                 |

#### Etappe 7: Markelsheim – Niederstetten

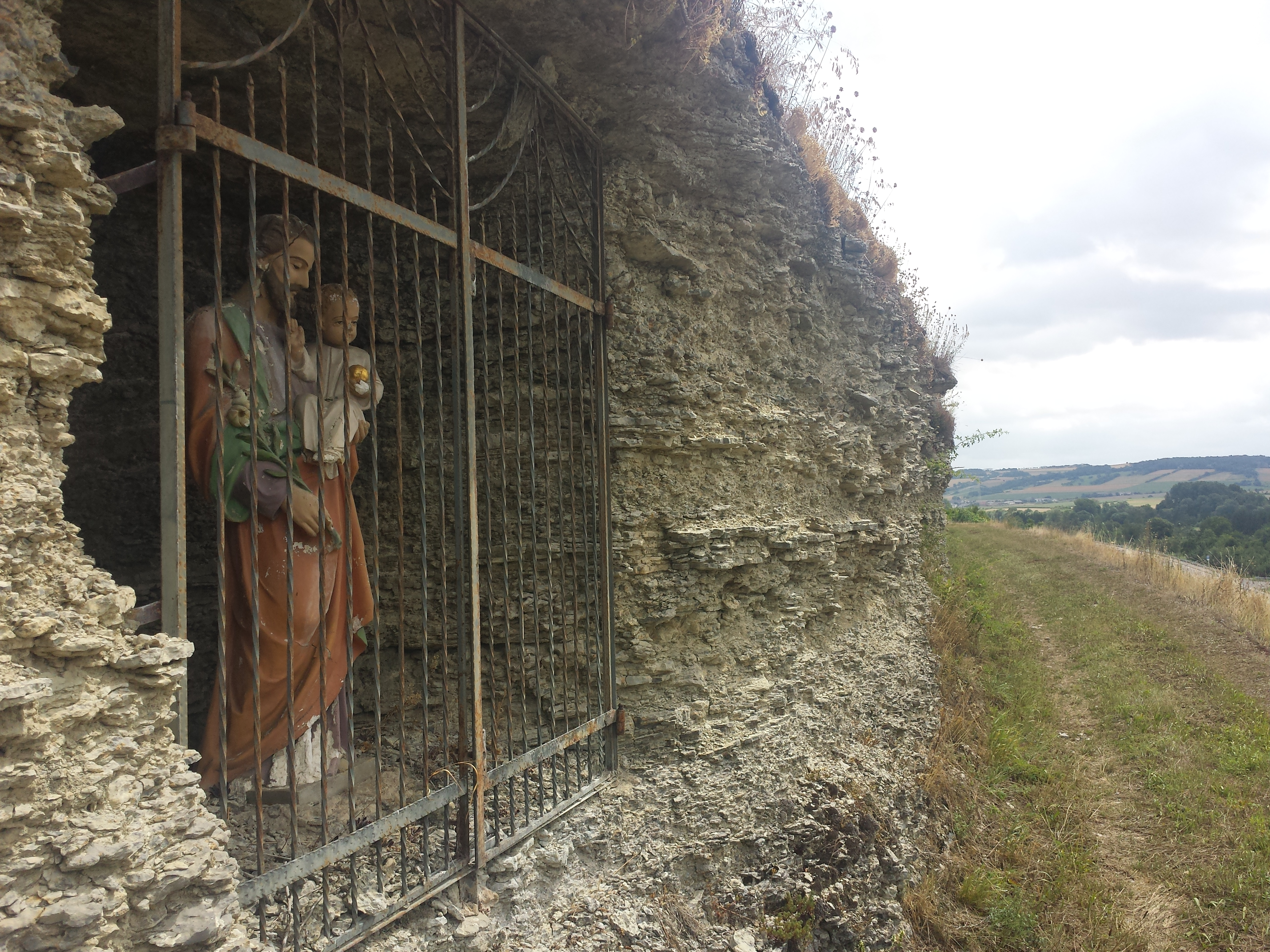
Der Jakobsweg entlang einer Felsgrotte bei Markelsheim

Die siebte Etappe führt zunächst von Markelsheim nach einem Aufstieg mit Weitblicken über das Taubertal bis nach Weikersheim. Durch verschiedene Wälder führt die Strecke in der Folge konstant das Vorbachtal hinauf bis nach Laudenbach, bevor der Weg an Weinbergen vorbei bis nach Niederstetten führt. Spuren der Jakobspilger finden sich auf diesem Streckenabschnitt in der Laudenbacher Bergkirche, in der Pfarrkirche St. Margareta und in Niederstetten in der Stadtpfarrkirche St. Jakob.
Die Streckenlänge beträgt rund 21 km. Eine Stempelstelle befindet sich in Weikersheim im Schloss Weikersheim (Marktplatz 11).
Die folgenden Orientierungspunkte und Sehenswürdigkeiten befinden sich auf der siebten Etappe:
| Bild | Kirche u. a.          | Ort         | Beschreibung                                                                                   |
| ---- | --------------------- | ----------- | ---------------------------------------------------------------------------------------------- |
|      | Schloss Weikersheim   | Weikersheim | Blick auf Park und Schloss Weikersheim, Stammsitz der Herren von Hohenlohe.                    |
|      | Schloss Laudenbach    | Laudenbach  | Blick auf ein mittelalterliches Schlösschen in Laudenbach mit der Pfarrkirche im Hintergrund.  |
|      | Bergkirche Laudenbach | Laudenbach  | Blick auf die Bergkirche zur Schmerzhaften Muttergottes, eine Wallfahrtskirche bei Laudenbach. |

#### Etappe 8: Niederstetten – Creglingen
Die achte Etappe führt zunächst von Niederstetten über Wermutshausen nach Standorf. Von dort beginnt ein Abstieg ins Herrgottstal, bevor der Weg über Münster nach Creglingen führt. Spuren der Jakobspilger finden sich in diesem Streckenabschnitt in der Creglinger Herrgottskirche.
Die Streckenlänge beträgt rund 18 km.
Die folgenden Orientierungspunkte und Sehenswürdigkeiten befinden sich auf der achten Etappe:
| Bild | Kirche u. a.                | Ort                    | Beschreibung |
| --- | --------------------------- | ---------------------- | --- |
| | Ulrichskapelle              | Creglingen-Standorf    | Blick auf die Ulrichskapelle, eine spätromanische Oktogonkapelle im Creglinger Ortsteil Standorf.                                                                      |
| | Herrgottskirche             | Creglingen-Kohlesmühle | Blick auf die Herrgottskirche in der Nähe der Kleinsiedlung Kohlesmühle in Creglingen mit einem Marienaltar von Tilman Riemenschneider.                                |
| Bild gesucht Die Wikipedia wünscht sich an dieser Stelle ein Bild vom hier behandelten Ort. Weitere Infos zum Motiv findest du vielleicht auf der Diskussionsseite . Falls du dabei helfen möchtest, erklärt die Anleitung , wie das geht. BW | Fingerhutmuseum             | Creglingen-Kohlesmühle | Fingerhutmuseum, das neben Fingerhüten aller Art auch andere Nähutensilien ausstellt. Als weltweit einziges Spezialmuseum dieser Art stellt es über 3500 Exponate vor. |
| | Jüdisches Museum Creglingen | Creglingen             | Blick auf das jüdische Museum in Creglingen. |

#### Etappe 9: Creglingen – Rothenburg ob der Tauber
Die neunte Etappe führt von Creglingen ins Taubertal bis nach Rothenburg ob der Tauber. Entlang der Strecke finden sich Feldgehölz, Magerrasen, Weinberge und die für die Region typischen Steinriegellandschaften. Auf die Spuren der Jakobspilger deutet in diesem letzten Streckenabschnitt die Jakobskirche in Rothenburg ob der Tauber hin.
Die Streckenlänge beträgt rund 23 km. Eine Stempelstelle befindet sich in Rothenburg ob der Tauber in der Tourist-Info (Marktplatz 1).
Die folgenden Orientierungspunkte und Sehenswürdigkeiten befinden sich auf der neunten Etappe:
| Bild | Kirche u. a.               | Ort                      | Beschreibung |
| ---- | -------------------------- | ------------------------ | --- |
|      | St.-Peter und Pauls-Kirche | Detwang                  | Blick auf die romanische St.-Peter und Pauls-Kirche mit einem Heilig-Kreuz-Altar von Tilman Riemenschneider. |
|      | Altstadt mit Stadtmauer    | Rothenburg ob der Tauber | Blick auf das einzigartig erhaltene mittelalterliche Stadtbild in Rothenburg ob der Tauber, mit einer Stadtmauer aus dem 14. Jahrhundert und mehreren Museen, unter anderem: RothenburgMuseum, Mittelalterliches Kriminalmuseum, Deutsches Weihnachtsmuseum, Puppen- und Spielzeugmuseum. |
|      | Rathaus                    | Rothenburg ob der Tauber | Blick auf das Rathaus mit Renaissance-Fassade und barockem Arkadenvorbau, dahinter der gotische Teil mit 60 Meter hohem Turm. |
|      | Jakobskirche               | Rothenburg ob der Tauber | Blick vom Rathausturm auf die Stadtkirche St. Jakob in Rothenburg ob der Tauber. |

### Vernetzung mit anderen Wanderwegen
Der Jakobsweg Main-Taubertal führt zum Großteil auf dem Panoramaweg Taubertal und anderen Wanderwegen, wie dem Europäischen Fernwanderweg E8, dem Main-Wanderweg sowie dem Main-Donau-Weg.
In Miltenberg (Start) schließt der Jakobsweg Main-Taubertal an den Jakobsweg Colmar-Aschaffenburg an und in Rothenburg ob der Tauber (Ziel) besteht eine Verbindung zum Fränkisch-Schwäbischen Jakobsweg sowie zum Hohenlohe-Ostalb-Weg. In Tauberbischofsheim besteht eine Verbindung zum Odenwald-Madonnen-Weg.
Daneben bestehen entlang der Strecke Anknüpfungspunkte zum Main-Radweg sowie zum Taubertalradweg, den beiden ersten Radwanderwegen die vom Allgemeinen Deutschen Fahrrad-Club mit fünf Sternen ausgezeichnet wurden. Diese Radwege liegen auch auf dem Main-Tauber-Fränkischen Rad-Achter.